# Еврейская полиция
Евре́йская поли́ция (нем. Jüdischer Ordnungsdienst) — наименование «Службы порядка», — органа для обеспечения порядка, который образовывался в каждом еврейском гетто во время нацистской оккупации.

## Создание и структура

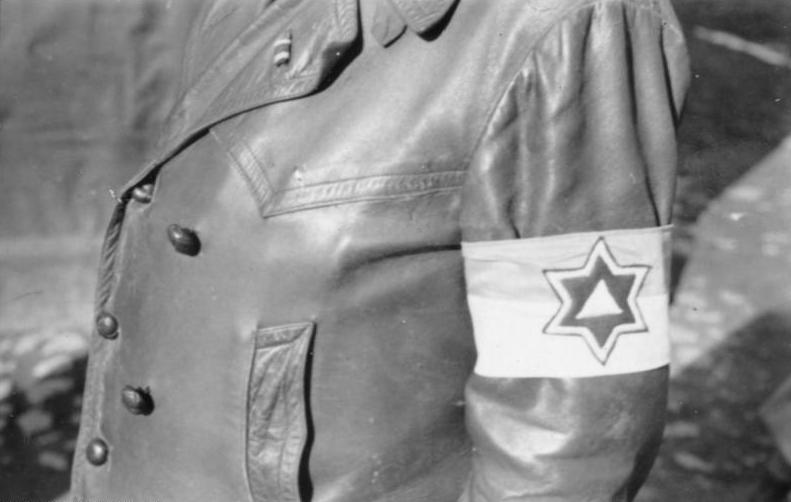
Нарукавная нашивка сотрудника еврейской полиции

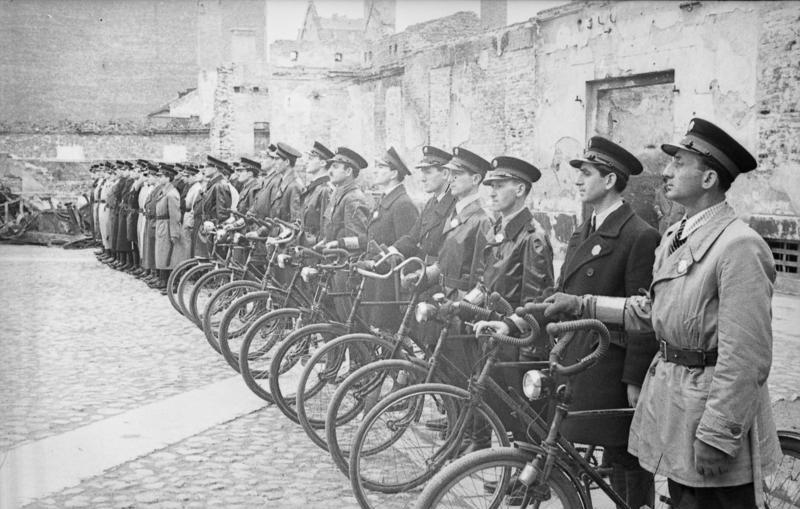
Велосипедная рота еврейской полиции в Варшавском гетто

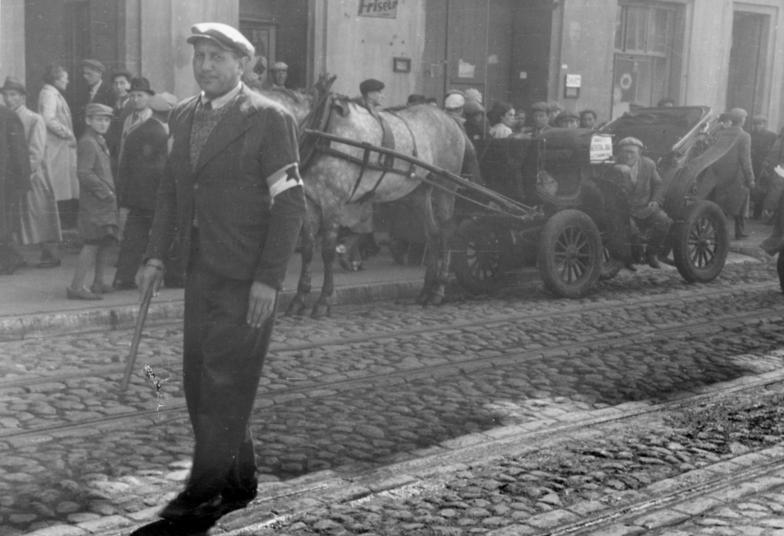
Сотрудник еврейской полиции. Гетто в г. Лодзь

Инициатором создания еврейской полиции был заместитель Адольфа Эйхмана гауптштурмфюрер СС Алоис Бруннер (Alois Brunner). Он начинал с создания еврейской полиции Берлина, которая помогала депортировать евреев в гетто и лагеря на Востоке. Существовала в 1939—1944. Формально подчинялись юденратам — советам евреев, стоявшим во главе соответствующих гетто. Главой еврейской полиции обычно был один из членов юденрата.
Комплектование еврейской полиции происходило при участии немцев и руководителей юденратов. Обычно еврейская полиция оружия не имела — членам полиции разрешалось носить резиновые дубинки. Однако, некоторые еврейские полицейские были вооружены. Еврейским полицейским, проявившим себя перед немецкими властями, разрешалось постоянно иметь огнестрельное оружие. Оружие также выдавалось на время проведения акций, для охраны важных объектов и ночных дежурств. Руководители и командиры еврейской полиции, обычно это были представители юденрата, имели право на постоянное ношение оружия (пистолета и ручных гранат).
Во главе полиции Варшавского гетто стоял выкрест, бывший полковник польской полиции Юзеф Шеринский.

## Функции
Функции еврейской полиции можно разделить на три типа:
1. выполнение немецких приказов, полученных через юденрат или непосредственно от оккупационных властей;
2. выполнение распоряжений юденрата в связи с его мероприятиями: сбор контрибуций;
3. удовлетворение внутренних нужд еврейского общества: охрана улиц гетто, охрана входа и выхода из гетто.

К первым двум типам относились сбор контрибуций, штрафов и налогов, конфискация имущества, сбор на принудительные работы, участие в облавах и арестах, этапирование населения в лагеря и к местам расстрелов, слежка внутри гетто, выявление партизан и подпольщиков. При этом некоторые члены еврейской полиции сами были подпольщиками или имели связь с подпольем. Среди еврейских полицейских было также немало агентов гестапо.
К третьему типу относилось поддержание порядка и чистоты в общественных местах, борьба с преступностью.
Известны единичные случаи, когда еврейские полицейские принимали участие в расстрелах. 27 октября 1942 года 7 членов еврейской полиции под руководством начальника Вильнюсского гетто С. Деслера в Ошмянах (Белоруссия) участвовали в массовом убийстве 406 человек. Еврейские полицейские Вильнюсского гетто сопровождали колонны евреев в Панеряй к месту массовых убийств. Также в Вильнюсском гетто в 1942 году еврейской полицией были повешены 6 евреев за уголовные преступления.

## Судьба членов полиции
Несмотря на то, что еврейская полиция активно помогала немцам в преследовании других евреев, в том числе в их отправке в концлагеря, многие её члены в конечном счёте разделили судьбу других жертв Холокоста, но не все. Часть бывших членов еврейской полиции Вильнюса, Каунаса и Шяуляя летом 1944 года были арестованы НКВД и осуждены за коллаборационизм с немцами.
В один из последних дней ликвидации Варшавского гетто немцы арестовали сначала всех членов семей полицейских, а вскоре отправили в концлагеря и их самих. Некоторые бывшие полицейские участвовали в восстании в Варшавском гетто. Также известны факты участия еврейской полиции в движении сопротивления в Рижском гетто.
В Варшавском гетто еврейская полиция насчитывала около 2500 человек; в Лодзи до 1200 человек; во Львове до 500 человек; в Вильнюсе до 250 человек.
Еврейская полиция в концлагере Вестерборк (Нидерланды) в своем сотрудничестве с нацистами отличалась жестокостью по отношению к заключенным. Состояла из евреев Голландии и других европейских стран. Члены «Ordnungsdienst» отвечали за охрану блока наказаний и за поддержание общего порядка в концлагере. «Ordnungsdienst» в концлагере Вестерборк насчитывала 20 человек в середине 1942 года, 182 человека в апреле 1943 и 67 в феврале 1944. Ношение знака «OD» введено приказом по лагерю № 27 от 23 апреля 1943.